# Michaela Schausberger
Michaela Schausberger (* 1984 in Vöcklabruck) ist eine österreichische Schauspielerin.

## Leben
Michaela Schausberger wuchs in Ungenach im Bezirk Vöcklabruck auf. Nach der Matura 2003 ging sie für ein Jahr nach Spanien. 2005 begann sie in Wien ein Studium der Theater-, Film- und Medienwissenschaften, das sie 2010 als Bachelor of Arts abschloss. Ab 2009 studierte sie parallel dazu Schauspiel am Max Reinhardt Seminar, dieses Studium schloss sie 2013 ab.
Während des Studiums war sie unter anderem am Theater Hausruck in mehreren Franzobel-Uraufführungen zu sehen. Am Theater in der Josefstadt verkörperte sie ab der Saison 2012/13 in Kasimir und Karoline die Rolle der Maria und in der Uraufführung von Felix Mitterers Jägerstätter die Rolle der Theresia. Diese Rolle spielte sie auch 2013 beim Theatersommer Haag, wo sie 2014 in Zerbinettas Befreiung von Fritz von Herzmanovsky-Orlando in der Titelrolle zu sehen war. Am Landestheater Linz verkörperte sie ab 2012 die Vroni in Alpenvorland und die Rosa in Welcome to Astoria. Gemeinsam mit Alexander Kuchinka am Klavier und Evelyn Ruzicka an der Ukulele und am Looper tritt sie seit 2016 mit dem Akkordeon mit dem Programm Such-Maschinen – ein musikalisches Ringelspiel auf, unter anderem waren sie damit am Theater Drachengasse zu sehen.
2017 verkörperte sie im Kinofilm Die Hölle – Inferno von Stefan Ruzowitzky die Rolle der Sabine, in der Fernsehserie Die Bergretter war sie in den Episoden Entzug und Am Abgrund als Carola Steiner zu sehen. Im 2018 am Filmfestival Max Ophüls Preis veröffentlichten Zauberer von Sebastian Brauneis hatte sie als Annamaria eine Hauptrolle. Am Wiener Volkstheater spielte sie in der Saison 2018/19 in der Uraufführung von Planet der Waffen – Zaun und Zeit von Johannes Schrettle die Rolle der Polizistin Mona Müller. Bei den Schlossspielen Kobersdorf verkörperte sie 2019 in Das Mädl aus der Vorstadt die Rolle der Thecla.

## Filmografie (Auswahl)
- 2013: Local Heroes
- 2017: Die Hölle – Inferno (Kinofilm)
- 2017: Die Bergretter (Fernsehserie, zwei Episoden)
- 2018: Zauberer (Kinofilm)
- 2018: Womit haben wir das verdient? (Kinofilm)
- 2018: Schnell ermittelt – Louis Rauscher  (Fernsehserie)
- 2019: Unter anderen Umständen – Im finstern Tal
- 2019: Südpol (Fernsehfilm)
- 2020: SOKO Kitzbühel – Kein Anschluss unter diesem Chat (Fernsehserie)
- 2020: Tatort: Pumpen (Fernsehreihe)
- 2020: Fuchs im Bau (Kinofilm)
- 2021: SOKO Donau/SOKO Wien – Grenzenlos (Fernsehserie)
- 2021: Familiensache (Fernsehserie)
- 2022: Bis es mich gibt (Kinofilm)
- 2023: SOKO Linz – Ist Luisa da? (Fernsehserie)
- 2024: Biester (Fernsehserie)
- 2024: Die Liesl von der Post – Klapperstorch (Fernsehreihe)